# Hypentelium nigricans
Hypentelium nigricans är en fiskart som först beskrevs av Lesueur, 1817.  Hypentelium nigricans ingår i släktet Hypentelium och familjen Catostomidae. Inga underarter finns listade i Catalogue of Life.